# بورئاس
بورئاس (به یونانی: Βορέας)، در دین و اسطوره‌شناسی یونانی، خدای باد سرد شمال، طوفان و زمستان است.
پسر آسترائوس و ائوس، خدایان آسمان بود. یونانی‌ها او را که بر ضد زفوروس (باد آرام غرب) بود، به صورت فرشته‌ای بالدار با نیروی جسمانی فوق‌العاده، ریش‌دار و معمولاً ملبس به نیمه‌تنه‌ای کوتاه و چین‌دار تصویر می‌کردند.
بوریاس معادل اکویلون رومی‌ها بود و یک دختر به نام کیونه و دو پسر به نام زتس و کالاییس داشت. کیونه از اول به عنوان ایزدبانوی برف به دنیا آمد اما دو برادر او چنین نبودند. آن‌ها اعضای کشتی آرگو بودند و بعد از آن فناناپذیر شدند تا به پدر خدمت کنند.